# Gabriel Bosoi
Gabriel Bosoi (sinh ngày 11 tháng 8 năm 1987) là một cầu thủ bóng đá người România thi đấu cho CSM Politehnica Iași ở vị trí hậu vệ.